# The Dante Project
The Dante Project o semplicemente Dante è un balletto con musiche di Thomas Adès e coreografie di Wayne McGregor.
Il balletto, liberamente ispirato alla Divina Commedia e alla Vita Nova, fu co-commissionato al compositore dal Royal Ballet e dal balletto dell'Opéra di Parigi ed ebbe la sua prima assoluta alla Royal Opera House il 14 ottobre 2021.

## Storia del balletto
Il coreografo Wayne McGregor suggerì ad Adès di collaborare a un adattamento della Divina Commedia nel maggio 2014, dove aver coreografato due pezzi del compositore per il New York City Ballet. La partitura del primo atto, Inferno, fu eseguita per la prima volta in forma concertistica nel maggio 2019 al Walt Disney Concert Hall dalla Los Angeles Philharmonic Orchestra (che aveva co-commissionato la partitura di Adès) condotta da Gustavo Dudamel. Nel luglio dello stesso anno il primo atto integrale con le coreografie di McGregor e scenografie e costumi di Tacita Dean ebbe la sua prima assoluta al Dorothy Chandler Pavilion di Los Angeles; le coreografie erano eseguita dagli artisti del Royal Ballet e la musica era suonata dalla Los Angeles Philharmonic Orchestra.
La prima dell'intero balletto era prevista al Covent Garden per il maggio 2020, ma fu posticipata di diciassette mesi a causa della pandemia di COVID-19 e alla conseguente chiusura dei teatri causata dalla restrizioni sanitarie. The Dante Project ebbe la sua prima assoluta il 14 ottobre 2021, con l'Orchestra della Royal Opera House diretta dallo stesso Adès. Lo slittamento del balletto causato dalla pandemia fece sì che la prima coincidesse con le celebrazioni per il settecentesimo anniversario della morte di Dante Alighieri, nonché, come sottolineato da diversi critici, l'inaugurazione della prima stagione teatrale integrale del Royal Ballet da quella 2018/2019. Il ruolo del protagonista Dante fu danzato in occasione del debutto dal primo ballerino Edward Watson, che diede il suo addio alle scene al termine delle rappresentazioni.

## La musica
Adès ha affermato di aver usato la figura di Franz Liszt come una sorta di "Virgilio" in occasione del proprio viaggio all'interno dell'Inferno dantesco. Le note della Dante Sonata di Liszt aprono infatti la prima sequenza della partitura, così come una versione del Grand Galop Chromatique orchestrata da Adès fa da colonna sonora alla settima bolgia e alla metamorfosi dei ladri in serpenti e vice versa. Nella partitura ispirata alla prima cantina si colgono anche riferimenti musicali ispirati a Puccini, Berlioz, Stravinskij e Čajkovskij. Per sottolineare il tema di purificazione del secondo atto, Purgatorio, Adès accompagna alla partitura il baqashot, il canto ebraico penitenziale che viene intonato prima dell'alba presso la Sinagoga di Ades a Gerusalemme. La partitura prevede l'uso di settantacinque musicisti.

## Videografia
- The Dante Project, coreografie di Wayne McGregor, Royal Ballet, 2023. Opus Arte DVD OA1319D

## Registrazioni
- Gustavo Dudamel, Los Angeles Philharmonic Orchestra, Nonesuch Records B0BTKXYYTV (2023) (Premio Grammy 2024 alla miglior performance orchestrale)[11]